# ديفيد روبنسون (طبال)
ديفيد روبنسون (بالإنجليزية: David Robinson)‏ هو طبال وصاحب مطعم أمريكي، ولد في 2 أبريل 1949 في ووبرن في الولايات المتحدة.

## وصلات خارجية
- ديفيد روبنسون على موقع IMDb (الإنجليزية)
- ديفيد روبنسون على موقع ميوزك برينز (الإنجليزية)
- ديفيد روبنسون على موقع ديسكوغز (الإنجليزية)